# Fernando Visier Segovia
Fernando Visier Segovia, (nascut a Madrid el 3 de febrer de 1943), és un jugador d'escacs espanyol.

## Resultats destacats en competició
Va participar en el torneig internacional de Palma 1966, on hi fou últim (campió: Mikhaïl Tal). Empatà als llocs 3r a 5è a Màlaga 1968 (campió: Drazen Marovic). El 1974 fou 4t a Arrecife de Lanzarote (campió: Miguel Angel Quinteros). Va guanyar dos cops el Campionat d'Espanya d'escacs, els anys 1968, a Reus superant el català Rafael Saborido i Carné i el 1972 a Salamanca superant Ángel Martín.
Va jugar en 3 Olimpíades d'escacs representant Espanya, entre 1968 i 1974. En total, hi va jugar 28 partides, fent 12 punts, un 42,9%. Va participar també en 6 edicions de la Copa Clare Benedict (torneig europeu per equips) representant Espanya, entre 1967 i 1973. En total, hi va jugar 16 partides, fent 6 punts, un 37,5%. Va participar en una única edició del Campionat d'Europa per equips, a Kapfenberg 1970, on feu 1.5 punts de 6 partides, jugant de 6è tauler.
Com a curiositat, dir que Visier va ser un dels nens de San Ildefonso que varen cantar els números del sorteig de la loteria nacional espanyola de nadal de l'any 1957.
El 2004 va rebre la medalla de plata en la VIIa edició dels Premis al Mèrit Esportiu de Castella-La Manxa.